# پلی(۲٬۶-دی‌فنیل‌فنیلن اکسید)
پلی(۲٬۶-دی‌فنیل‌فنیلن اکسید) (به انگلیسی: Poly(2,6-diphenylphenylene oxide)) با فرمول شیمیایی (C۱۸H۱۲O)x یک ترکیب شیمیایی است.